# Gunnar Eriksson (längdskidåkare)
Krång Erik Gunnar Eriksson, född 3 januari 1921 i Mora, Kopparbergs län, död där 8 juli 1982, var en svensk längdskidåkare.
Han ingick i det svenska landslag som tog olympiskt guld på 4 x 10 kilometer stafett under olympiska vinterspelen 1948 i Sankt Moritz, och han tog brons på 18 kilometer. Under världsmästerskapen 1950 blev han världsmästare på 50 kilometer, framför landsmännen Enar Josefsson och Nils ”Mora-Nisse” Karlsson.
Eriksson representerade under idrottskarriären IFK Mora. I början av 1980-talet drabbades han av ALS och avled 1982.